# Кабільдо (Чилі)
Кабільдо (ісп. Cabildo) — місто в Чилі. Адміністративний центр однойменної комуни. Населення міста — 11 287 осіб (2002). Місто і комуна входить до складу провінції Петорка і регіону Вальпараїсо.
Територія — 1 455 км². Чисельність населення — 19 388 мешканців (2017). Щільність населення — 13,3 чол./км².

## Розташування
Місто розташоване за 86 км на північний схід від адміністративного центру області міста Вальпараїсо.
Комуна межує:
- на півночі — з комуною Петорка
- на північному сході — з комуною Саламанка
- на південному сході — з комуною Путаендо
- на півдні — з комуною Катему
- на заході — з комуною Ла-Лігуа